# BET1L
BET1L (англ. Bet1 golgi vesicular membrane trafficking protein like) – білок, який кодується однойменним геном, розташованим у людей на короткому плечі 11-ї хромосоми. Довжина поліпептидного ланцюга білка становить 111 амінокислот, а молекулярна маса — 12 388.
| 10         |  | 20         |  | 30         |  | 40         |  | 50         |
| ---------- |  | ---------- |  | ---------- |  | ---------- |  | ---------- |
| MADWARAQSP |  | GAVEEILDRE |  | NKRMADSLAS |  | KVTRLKSLAL |  | DIDRDAEDQN |
| RYLDGMDSDF |  | TSMTSLLTGS |  | VKRFSTMARS |  | GQDNRKLLCG |  | MAVGLIVAFF |
| ILSYFLSRAR |  | T          |  |            |  |            |  |            |

A: Аланін

C: Цистеїн

D: Аспарагінова кислота

E: Глутамінова кислота

F: Фенілаланін

G: Гліцин

I: Ізолейцин

K: Лізин

L: Лейцин

M: Метіонін

N: Аспарагін

P: Пролін

Q: Глутамін

R: Аргінін

S: Серин

T: Треонін

V: Валін

W: Триптофан

Кодований геном білок за функцією належить до фосфопротеїнів. 
Задіяний у таких біологічних процесах, як транспорт, транспорт білків. 
Локалізований у мембрані, апараті гольджі.